# LOVER"S"MiLE
『LOVER"S"MiLE』（ラヴァー・スマイル）は、LiSAの1枚目のオリジナルアルバム。2012年2月22日にアニプレックスから発売された。

## 概要
前作『Letters to U』から約10ヶ月ぶりのリリースとなるオリジナルアルバム。CD+BD、CD+DVD、CDの3形態で発売され、CD+BD、CD+DVD盤には三方背スリーブケース仕様となっており、「Letters to U」の全収録曲のPVとライブ映像からなる「Video Letters to U」および撮り下ろしの48Pフォトブックレットが同梱、封入されている。
2012年3月5日付オリコン週間アルバムランキングで1.5万枚を売り上げて7位を獲得し、2作連続でトップ10入りを果たした。また、2月21日付けオリコンデイリーチャートでは4位にランクインした。

## 収録曲
| #         | タイトル                                        | 作詞           | 作曲      | 編曲                                | 時間  |
| --------- | ----------------------------------------------- | -------------- | --------- | ----------------------------------- | ----- |
| 1.        | 「優しさに辿りつくまで」                        | LiSA           | 渡辺翔    | とく (GARNiDELiA)                   | 4:22  |
| 2.        | 「oath sign」                                   | 渡辺翔         | 渡辺翔    | とく                                | 4:10  |
| 3.        | 「now and future」                              | LiSA           | 田淵智也  | 涌井啓一、千葉直樹 (frequency inc.) | 4:20  |
| 4.        | 「EGOiSTiC SHOOTER」                            | LiSA           | wowaka    | wowaka・とく                        | 3:04  |
| 5.        | 「WiLD CANDY」                                  | 古屋真         | 磯崎健史  | とく                                | 3:55  |
| 6.        | 「花とミツバチ」                                | 古屋真         | 黒須克彦  | とく                                | 4:58  |
| 7.        | 「ROCK-mode」                                   | LiSA・田淵智也 | 田淵智也  | 涌井啓一、千葉直樹 (frequency inc.) | 4:16  |
| 8.        | 「笑ってほしくて」                              | LiSA           | 川原祥太  | Love is Same All                    | 3:55  |
| 9.        | 「アンフィル」                                  | とく           | とく      | とく                                | 4:01  |
| 10.       | 「ジェットロケット」                            | 田淵智也       | 田淵智也  | 涌井啓一、千葉直樹 (frequency inc.) | 4:53  |
| 11.       | 「LOVER"S"MiLE」                                | LiSA           | 原一博    | とく                                | 4:16  |
| 12.       | 「終わりのない歌」(-Special Track-)             | 麻枝准         | 麻枝准    | ANANT-GARDE EYES                    | 9:33  |
| 13.       | 「oath sign（Acoustic Ver.）」(-Special Track-) | 渡辺翔         | 渡辺翔    | 高慶"CO-K"卓史、山本健太            | 5:26  |
| 合計時間: | 合計時間:                                       | 合計時間:      | 合計時間: | 合計時間:                           | 61:09 |

| #  | タイトル                               | 作詞 | 作曲・編曲 |
| -- | -------------------------------------- | ---- | ---------- |
| 1. | 「Believe in myself」(Music Clip)      |      |            |
| 2. | 「ミライカゼ」(2011.5.27@O-EAST)       |      |            |
| 3. | 「永遠」(2011.5.27@O-EAST)             |      |            |
| 4. | 「エスケープゲーム」(2011.5.27@O-EAST) |      |            |
| 5. | 「覚醒屋」(2011.5.27@O-EAST)           |      |            |
| 6. | 「妄想コントローラー」(Music Clip)     |      |            |
| 7. | 「無色透明」(2011.5.27@O-EAST)         |      |            |

### 楽曲解説（CD）
1. 優しさに辿り着くまで
  - 自分が受けた負の感情を優しさに置き換えた楽曲[3]。イントロのギター音は、当初は間奏に入れるつもりだったが、試しに1曲目に入れたら世界観が合っていたため採用される運びとなった[4]。
2. oath sign
  - 1stシングル
3. now and future
  - 自分の納得がいくまで何度も書き直した楽曲[3]。
4. EGOiSTiC SHOOTER
5. WiLD CANDY
6. 花とミツバチ
7. ROCK-mode
  - ライブでの盛り上がりを想定して制作した楽曲。アルバムリリース後のワンマン公演やツアーにおいて（2020年オンライン形式でのライブは除く）ほぼ披露するほど、ライブでは欠かせない定番曲の一つとして知られている。自身のファン名称「LiSAッ子」の人気曲として常に上位に入るほどアルバム曲でありながら、初期を代表する曲として挙げられている。イントロと間奏部分では振り付けやコール & レスポンスが存在する。
ベストアルバム『LiSA BEST -Way-』には、「ROCK-mode’18」と題して再録されている。
8. 笑ってほしくて
  - ソロデビュー前身の過去に活動していたバンド「Love is Same All」の楽曲『笑っていたくて』の再録バージョン。
9. アンフィル
10. ジェットロケット
  - 元陸上競技選手の柏原竜二の応援曲として作られた楽曲。2011年末に急遽作られた楽曲で、元々は本アルバムへの収録予定はなかった[5]。2022年リリースの6thアルバム『LANDER』の完全数量生産限定盤付属のグッズには、今作をモチーフとしたペーパークラフトを封入。
ベストアルバム『LiSA BEST -Day-』にも収録。
11. LOVER"S"MiLE
12. 終わりのない歌
  - スペシャル・トラック
13. oath sign -Acoustic Ver.-
  - スペシャル・トラック、1stシングルのアコースティックバージョン。

## 演奏
- 石井悠也：Drums (#1.4.5.6.9.11)
- 鈴木玲史 (akkin)：Guitar (#1.9)
- 高間有一：Bass (#4.5.6.11)
- G.A.Cool：Guitar (#2)
- 小島剛広：Bass (#1.9)
- 早川誠一郎：Drums (#2)
- 高慶“CO-K”卓史：Guitar (#3-7.10.11.13)
- 伊藤隆博：Keyboards (#1.4.5.6.9.11)
- 篠崎正嗣ストリングス：Strings (#2)
- セキタヒロシ：Bass (#2)
- 冨安“アンドロ”徹：Drums (#3.7.10)
- 田淵智也 (UNISON SQUARE GARDEN)：Bass (#3.7.10)
- 副島敦：Drums (#8)
- 川原祥太、MESHICO：Guitar (#8)
- Bambi：Bass (#8)
- 涌井啓一：Sound Produce (#8)
- 高尾俊行：Drums (#12)
- 菊池真義：Guitar (#12)
- 大神田智彦：Bass (#12)
- 山本健太：Piano (#13)